# Novembre 1864

## Événements
- Guerre des Duars entre le Bhoutan et les Britanniques. La paix est signée le 11 novembre 1865. Le Bhoutan est contraint de céder des territoires aux Indes britanniques en échange d’une pension annuelle.

- 4 novembre : les francophones du Bas-Canada, menés par Antoine-Aimé Dorion, commencent à faire campagne contre la confédération.

- 8 novembre, États-Unis : réélection de Lincoln.

- 12 novembre : début de la guerre de la triple alliance ou première guerre du Chaco au Paraguay (fin en 1870). Le Paraguay déclare la guerre au Brésil qui soutient activement les révolutionnaire uruguayen afin de mettre un terme à l’alliance du Paraguay et de l’Uruguay. Les troupes du président Francisco Solano López envahissent le Mato Grosso Brésilien (12 novembre). L’Argentine, l’Uruguay et le Brésil écraseront et dépouilleront le Paraguay, seul pays ou les Indiens étaient parvenus à préserver leur identité. La guerre du Paraguay fait 330 000 victimes.

- 15 novembre :
  - États-Unis : le général Sherman marche d'Atlanta vers la mer (Sherman's March to the Sea). Il atteint Savannah (22 décembre) et la Caroline du Sud (février-mars 1865).
  - France : ouverture de la section Raon-l'Étape - Saint-Dié-des-Vosges de la ligne Lunéville - Saint-Dié

- 29 et 30 novembre, États-Unis : la milice du Colorado du colonel John Chivington massacre un groupe paisible d'Indiens cheyennes à Sand Creek.

## Naissances
- 5 novembre : Margaret MacDonald Mackintosh, peintre britannique († 10 janvier 1933).
- 9 novembre : Paul Sérusier, peintre français († 7 octobre 1927).
- 11 novembre : Maurice Leblanc, écrivain français.
- 24 novembre :
  - Henri de Toulouse-Lautrec, peintre français, à Albi.
  - John Wesley Brien, physicien et homme politique.
- 26 novembre : Auguste Charlois, astronome français.

## Décès
- 5 novembre : Henri Pottin, peintre, graveur et lithographe français (° 26 août 1820).
- 24 novembre : Eugénie Delaporte, artiste peintre française (° vers 1775).
- 30 novembre : Wilhelmine Sostmann, écrivaine et actrice allemande (° 21 septembre 1788).